# Pałac Dożów na obrazach Canaletta
Canaletto urodził się w Wenecji. Zanim przeprowadził się w 1746 roku do Londynu, namalował szereg obrazów, przedstawiających molo przed Pałacem Dożów i życie toczące się wokół niego. Dzięki swojej technice (weduty) i wykorzystaniu specjalnych urządzeń – ciemni optycznej z systemem luster (camera obscura), jego dzieła wyróżniają się bardzo dużą szczegółowością. Urządzenie to było stosowane już w XVII wieku w Holandii. Szczegółowe odwzorowanie szczegółów architektonicznych akcentował jasnym światłem.

Zaślubiny z morzem – jedna z kilku wersji tego tematu.
1730, 182 × 259 cm Mediolan

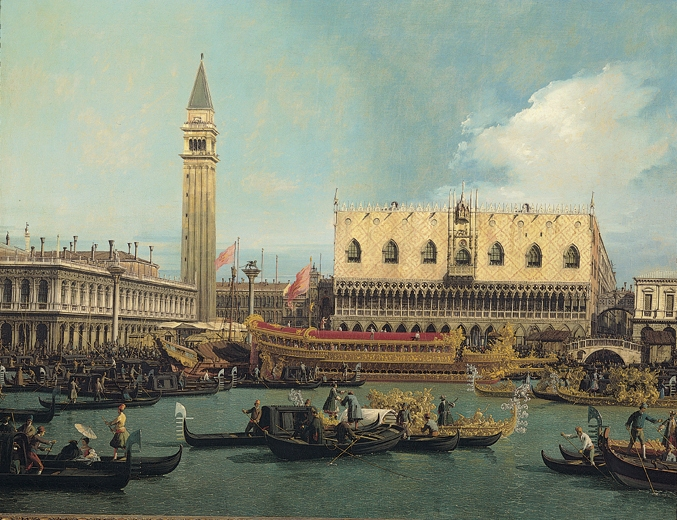
Widok na molo przed Pałacem Dożów 1740
olej na płótnie 120,5 × 157 cm Turyn, Gallery Pinacoteca Giovanni e Marella Agnelli

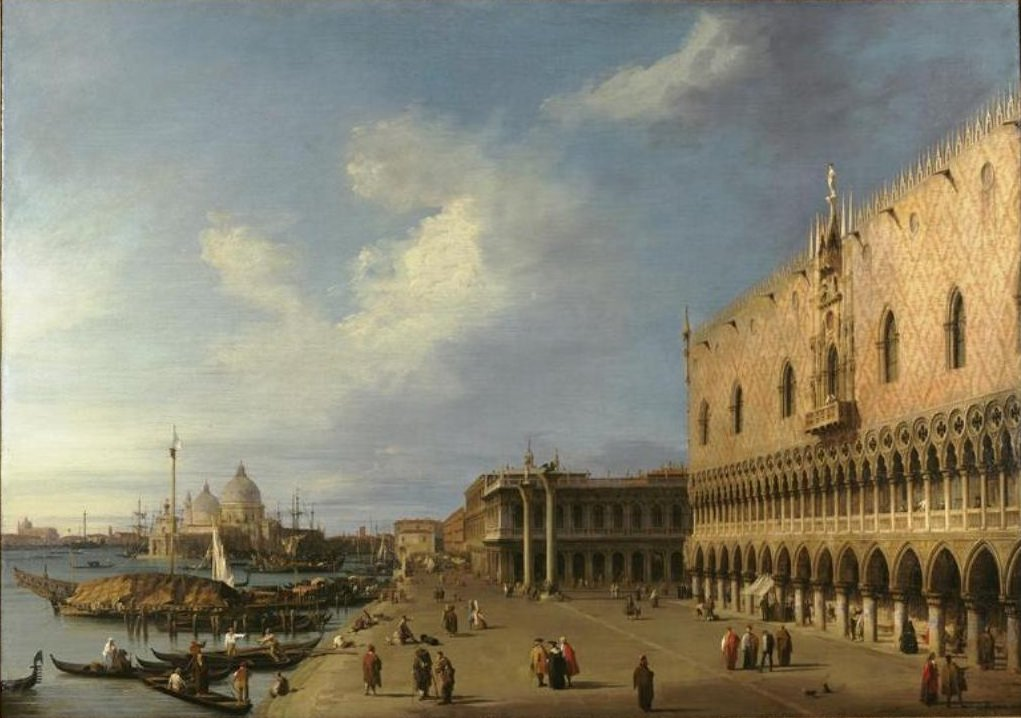
Widok na molo, 1730 olej na płótnie, Muzeum Sztuki w El Paso

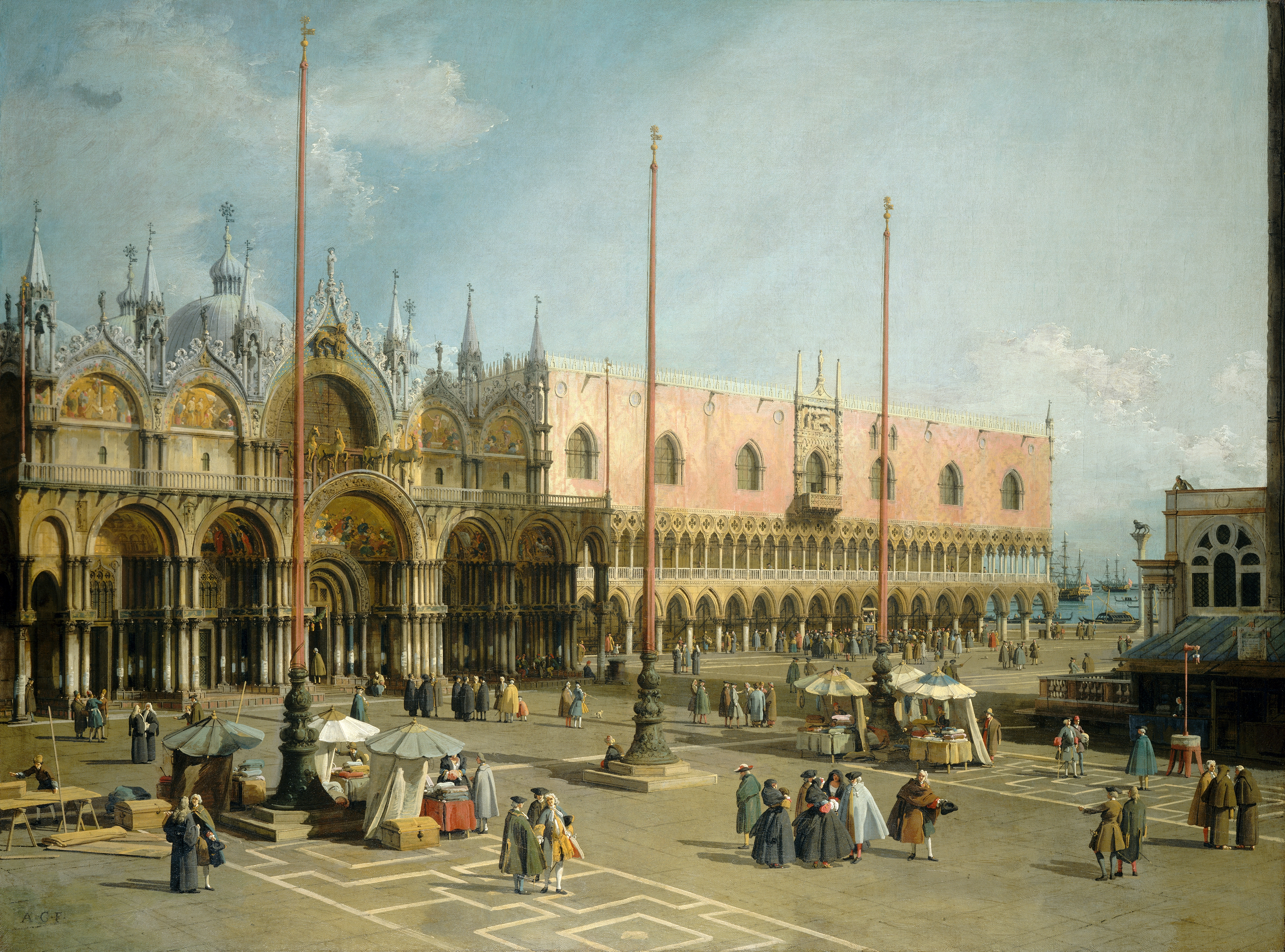
Plac Św. Marka: Widok południowo-wschodni olej na płótnie, National Gallery of Art, Waszyngton

Pałac Dożów wielokrotnie był bezpośrednim tematem malarskim artysty. Malował go z różnych stron. W 1730 roku Canaletto namalował Riva degli Schiavoni: Widok od wschodu (olejna płótnie, Tatton Park, Cheshire). Płotno przedstawia pałac po lewej stronie, po prawej widoczny jest kanał z łodziami, na których pracują rybacy. Na placu toczy się zwykłe codzienne życie. W latach 1735 – 1740 artysta namalował w podobnym stylu obraz Plac Św. Marka: Widok południowo-wschodni (olej na płótnie, National Gallery of Art, Waszyngton)
W 1740 roku powstał obraz Widok kanału i placu św. Marka z Punta della Dogana. Na pierwszym planie widoczny jest plac św. Marka, łączący się z kanałem pełnym łodzi i gondoli. Po prawej stronie widoczny jest pałac Dożów, po lewej fasada Liberia Marcina. Pomiędzy nimi stoją dwie XII wiecznekolumny. W głębi widać kopułę i iglicę bazyliki św Marka. W 1928 roku obraz został zakupiony do muzeum Pinakoteka Brera w Mediolanie.
W 1755 roku namalował obraz pt. Widok Pałacu Dożów (olej na płótnie, Galeria Uffizi, Florencja). Obraz jest praktycznie identyczny z tym sprzed 15 lat, różni się jedynie liczbą łodzi i postaci na kanale.
Na innych obrazach przedstawiających Wenecję pałac stanowi tło dla różnych codziennych wydarzeń, uwiecznionych przez pędzel Canaletta. Jednym z takich płócien był obraz pt. Przyjęcie francuskiego ambasadora w Pałacu Dożów. Został ukończony w 1727 roku i ukazywał scenę przybycia do Wenecji francuskiego ambasadora Jacques'a Vincenta Langueta, księcia Gergy. Wizyta miała miejsce 4 listopada 1726 roku. Canaletto namalował barwny orszak wkraczający do pałacu i czarne gondole dobijające do mola na kanale. Pałac skąpany jest w świetle słonecznym. W tle widoczna jest barokowy kościół Santa Maria della Salute.
W 1729 roku Canaletto podjął inny temat, związany z wenecką uroczystością odbywającą się w Święto Wniebowstąpienia: ceremonię zaślubin z morzem. Podczas ceremonii, doża stojący na paradnej łodzi zwanej Bucintoro, rzucał do wody złoty pierścień symbolizujący przymierze miasta ze znajdująca się nad nią laguną. Święto to był najważniejszym świętem państwowym Republiki. W latach 1732 i 1739 namalował dwie inne wersje obrazu, dziś znajdujące się w zbiorach Royal Collection w Wielkiej Brytanii oraz w zbiorach Muzeum Puszkina. Wszystkie wersje różnią się od siebie jedynie układem i ilością łodzi skupionych wokół wystawnej łodzi doża. W tle widoczny jest pałac Dożów a przed nim przycumowana do mola kołysze się jeszcze czerwona barokowa galera, będąca statkiem państwowym goszczącym władcę i członków rządu. Ta sama galeria widoczna jest na innym obrazie z 1740 roku Widok na molo przed Pałacem Dożów znajdujący się w Pinacoteca Giovanni e Marella Agnelli w Turynie (olej na płótnie 120,5 × 157 cm Turyn, Gallery Pinacoteca Giovanni e Marella Agnelli)
Obrazy z Ermitażu i Muzeum Puszkina, zostały zakupione w okresie między 1763 a 1774 rokiem przez Katarzynę II. Obecnie pierwszy obraz znajduje się w Ermitażu, a Zaślubiny w 1930 roku zostały przeniesione do Muzeum Puszkina.